# Mawsynram
Mawsynram este un sat din Districtul East Hills Khasi din statul Meghalaya în nord-estul Indiei, la 56 km de Shillong.  Este conform relatărilor, cel mai umed loc de pe Pământ, cu precipitații medii anuale de 11872 mm. Potrivit Guinness World Records Mawsynram a primit precipitații de 26,000 mm în 1985.
Cartea geografului Nick Middleton de la Oxford despre oamenii care trăiesc în climate extreme, Going to Extremes (ISBN 0-330-49384-1), descrie vizita sa în sat, și descrie modul în care locuitorii fac față la astfel de precipitații extreme.

## Localizare
Mawsynram este situat la  altitudinea de aproximativ 1400 de metri. Mawsynram este situat la aproximativ 16 km vest de Cherrapunji, pe Dealurile Khasi. Numele satului conține Maw, un cuvânt Khasi care are sensul de "piatră" și, astfel, s-ar putea referi la anumiți megaliți din împrejurime. Dealurile Khasi sunt bogate cu astfel de megaliți - Khasi monoliți ridicați destul de recent pentru a comemora evenimentele importante și pe oameni.

### Precipitații
Pe baza datelor luate de câteva decenii recente, Mawsynram situată la aproximativ 9 km vest de Cherrapunji în statul Meghalaya (India) pare a fi cel mai umed loc din lume sau locul cu cele mai mari precipitații medii anuale. Mawsynram, primește aproape 12 m de ploaie într-un an mediu, și marea majoritate a precipitațiilor cad în cursul lunilor musonului. O comparație a precipitațiilor pentru Cherrapunji și Mawsynram este dată în tabelul 1.
Tabelul 1: Comparație a precipitațiilor pentru Cherrapunji și Mawsynram.
| An   | Precipitații Cherrapunji (mm) | Precipitații Mawsynram (mm) |
| ---- | ----------------------------- | --------------------------- |
| 2002 | 12,262                        | 11,300                      |
| 2001 | 9,071                         | 10,765                      |
| 2000 | 11,221                        | 13,561                      |
| 1999 | 12,503                        | 13,444                      |
| 1998 | 14,536                        | 16,090                      |

Sursa: The Tribune, Chandigarh, august 2003.
Trei motive pot fi citate pentru ploile abundente de la Mawsynram:
1. Vânturile calde umede deplasează aerul spre nord de la Golful Bengal în timpul musonului, care acoperă o zonă extinsă, dar masele de aer sunt forțate să conveargă în zona îngustă peste dealuri Khasi, concentrându-se astfel umiditate lor.
2. Alinierea dealurilor Khasi (de la est la vest) le plasează direct în calea fluxului de aer din Golful Bengal, producând o urcare semnificativă (plus răcire, condensare în continuare și, astfel, ploaie mai multă).
3. În cele din urmă, ascensiunea peste dealurile Khasi este practic continuă, în perioada musonului, deoarece aerul este ridicat în mod constant în sus de vânturile puternice din atmosfera superioară, prin urmare, precipitațiile sunt mai mult sau mai puțin continue.

### Repere naturale
În Mawsynram este situată o peșteră numită "Mawjymbuin".